# Księżniczka piękna
Księżniczka piękna (Neolamprologus pulcher) – gatunek słodkowodnej ryby z rodziny pielęgnicowatych. Bywa hodowana w  akwariach.

## Występowanie
Litoral żwirowy i piaszczysty Jeziora Tanganika w Afryce.

## Opis
Ciało bocznie spłaszczone, jasnobrązowe, krawędzie płetw biało obrzeżone. Dorastają do 8 cm długości.

## Dymorfizm płciowy
Samce mają nieco dłuższe płetwy.

## Warunki w akwarium
| Zalecane warunki w akwarium | Zalecane warunki w akwarium                                            |
| --------------------------- | ---------------------------------------------------------------------- |
| Zbiornik                    | minimum 60 cm dla jednej lub dwu par, piaszczyste dno, muszle ślimaków |
| Temperatura wody            | 25 – 28 °C                                                             |
| Twardość wody               | twarda 8 – 25°n                                                        |
| Skala pH                    | 7,5 – 8,5                                                              |
| Pokarm                      | drobny żywy, mrożony i suchy                                           |

## Rozmnażanie
Dobierają się w pary. Za swoją kryjówkę i miejsce rozrodu obierają szczeliny skalne. Samica składa w muszli 20 – 60 (duża samica do 300) ziaren ikry. Larwy wykluwają się po ok. 3 dniach, a po kolejnych 7 dniach narybek rozpoczyna samodzielne żerowanie. Ikrą i narybkiem opiekują się obydwoje rodzice, a także starsze rodzeństwo. Mogą tworzyć rodziny wielopokoleniowe.